# Wereldkampioenschappen BMX 2016
De wereldkampioenschappen BMX 2016 werden van  25 tot en met 29 mei georganiseerd in Medellín, Colombia.

## Medailles

### Mannen
| Onderdeel        | Goud | Goud                 | Zilver | Zilver               | Brons | Brons            |
| ---------------- | ---- | -------------------- | ------ | -------------------- | ----- | ---------------- |
| BMX elite        | FRA  | Joris Daudet         | NED    | Niek Kimmann         | USA   | Nicholas Long    |
| BMX junioren     | NZL  | Maynard Peel         | FRA    | Mathis Ragot Richard | SUI   | Cédric Butti     |
| Tijdrit elite    | NED  | Niek Kimmann         | NZL    | Sam Willoughby       | LAT   | Māris Štrombergs |
| Tijdrit junioren | FRA  | Mathis Ragot Richard | AUS    | Andrew Hughes        | FRA   | Charles Borel    |

### Vrouwen
| Onderdeel        | Goud | Goud              | Zilver | Zilver            | Brons | Brons           |
| ---------------- | ---- | ----------------- | ------ | ----------------- | ----- | --------------- |
| BMX elite        | COL  | Mariana Pajón     | AUS    | Caroline Buchanan | USA   | Alise Post      |
| BMX junioren     | NED  | Ruby Huisman      | RUS    | Natalia Afremova  | NOR   | Silje Fiskebekk |
| Tijdrit elite    | AUS  | Caroline Buchanan | NED    | Laura Smulders    | COL   | Mariana Pajón   |
| Tijdrit junioren | NED  | Merel Smulders    | GBR    | Bethany Shriever  | NED   | Ruby Huisman    |

### Medaillespiegel
| Plaats | Land                | Goud | Zilver | Brons | Totaal |
| 1      | Nederland           | 3    | 2      | 1     | 6      |
| 2      | Frankrijk           | 2    | 1      | 1     | 4      |
| 3      | Australië           | 1    | 3      | 0     | 4      |
| 4      | Colombia            | 1    | 0      | 1     | 2      |
| 5      | Nieuw-Zeeland       | 1    | 0      | 0     | 1      |
| 6      | Verenigd Koninkrijk | 0    | 1      | 0     | 1      |
| 6      | Rusland             | 0    | 1      | 0     | 1      |
| 8      | Verenigde Staten    | 0    | 0      | 2     | 2      |
| 9      | Letland             | 0    | 0      | 1     | 1      |
| 9      | Noorwegen           | 0    | 0      | 1     | 1      |
| 9      | Zwitserland         | 0    | 0      | 1     | 1      |
| Totaal | Totaal              | 8    | 8      | 8     | 24     |

1996 ·
1997 ·
1998 ·
1999 ·
2000 ·
2001 ·
2002 ·
2003 ·
2004 ·
2005 ·
2006 ·
2007 ·
2008 ·
2009 ·
2010 ·
2011 ·
2012 ·
2013 ·
2014 ·
2015 ·
2016 ·
2017 ·
2018 ·
2019 ·
2021 ·
2022 ·
2023